# Vaunthompsonia minor
Vaunthompsonia minor är en kräftdjursart som beskrevs av John Todd Zimmer 1944. Vaunthompsonia minor ingår i släktet Vaunthompsonia och familjen Bodotriidae. Inga underarter finns listade i Catalogue of Life.